# ألبرت كلينتون هورتون
ألبرت كلينتون هورتون هو سياسي أمريكي، ولد في 4 سبتمبر 1798 في مقاطعة هانكوك في الولايات المتحدة، وتوفي في 1 سبتمبر 1865 في Matagorda, Texas ‏ في الولايات المتحدة. نشط حزبياً في الحزب الديمقراطي. وقد انتخب عضو مجلس نواب ألاباما ‏.